# Lendkerék

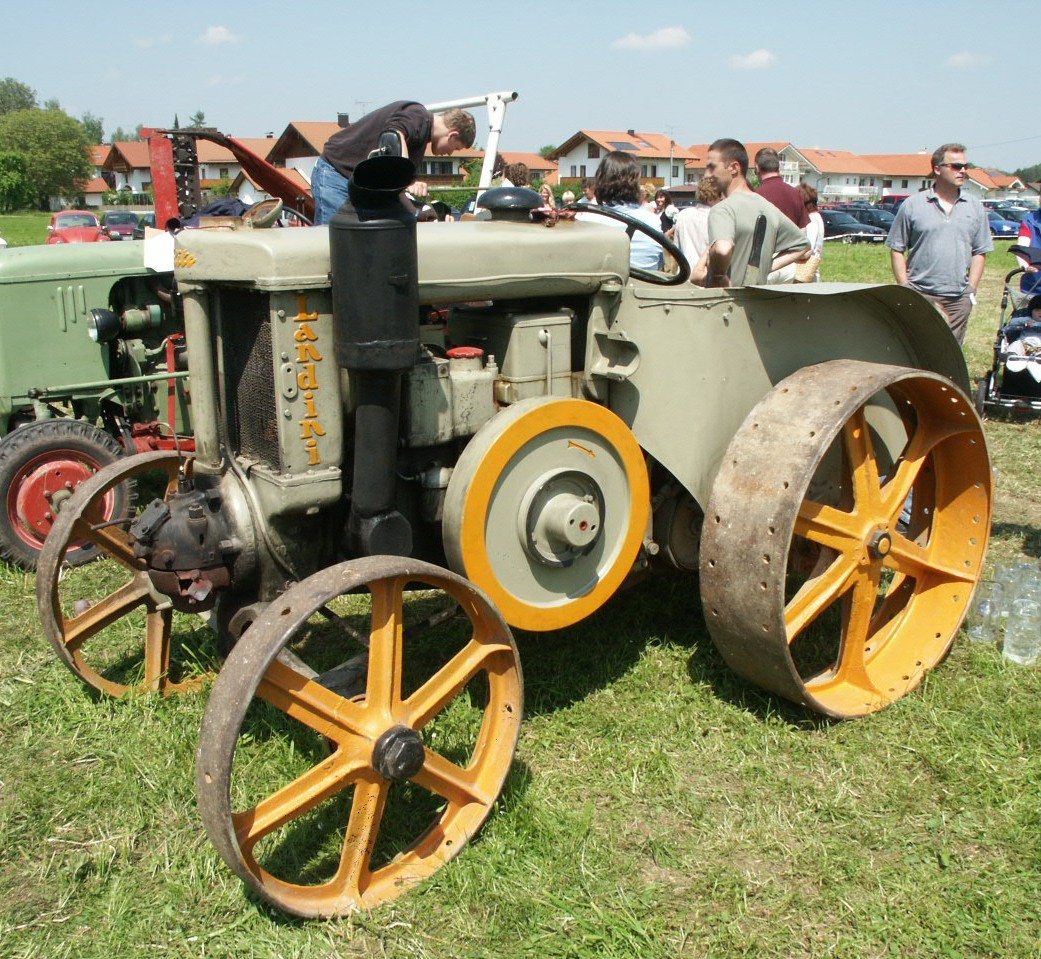
Egy Landini traktor lendkerékkel

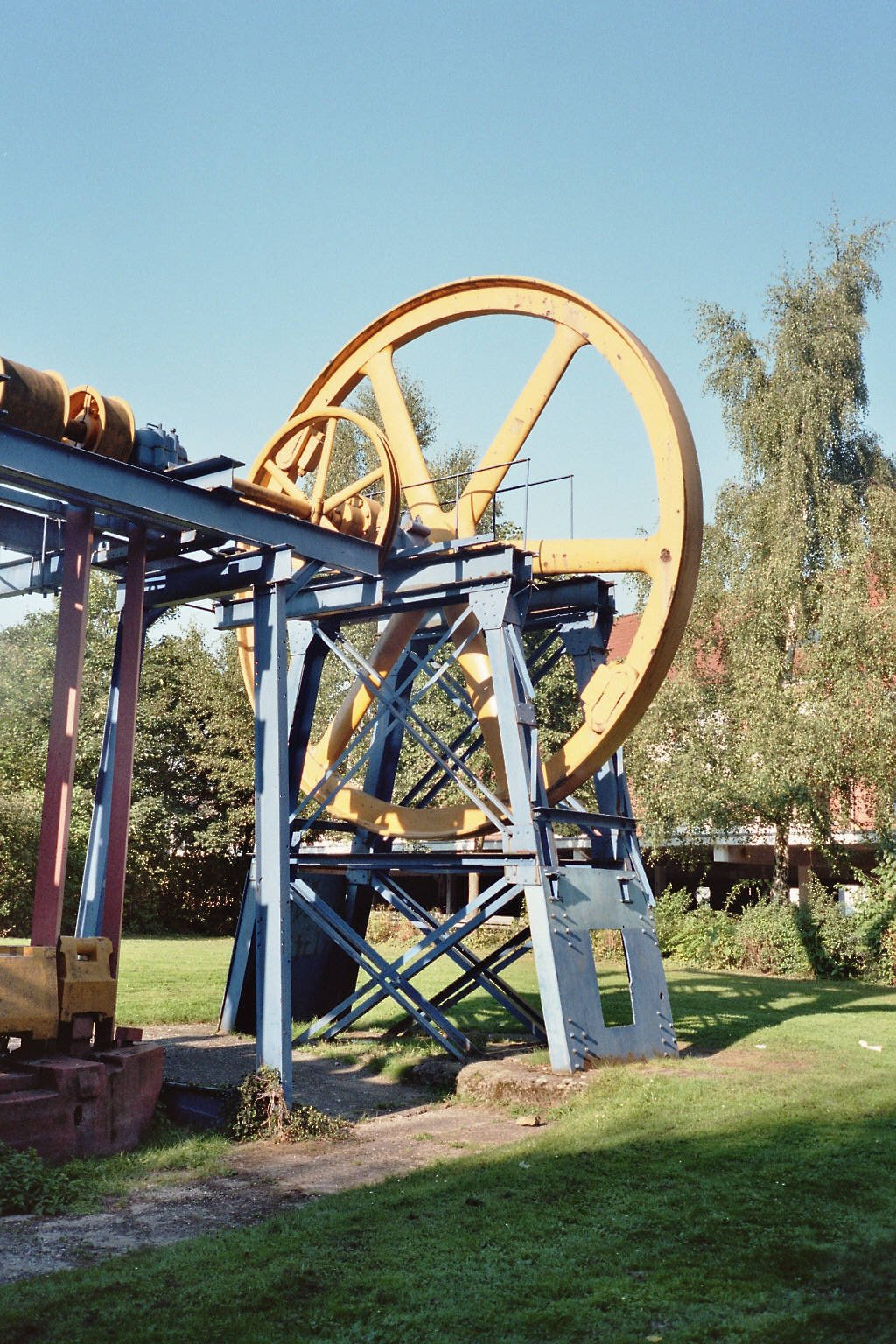
Munkagép lendkereke

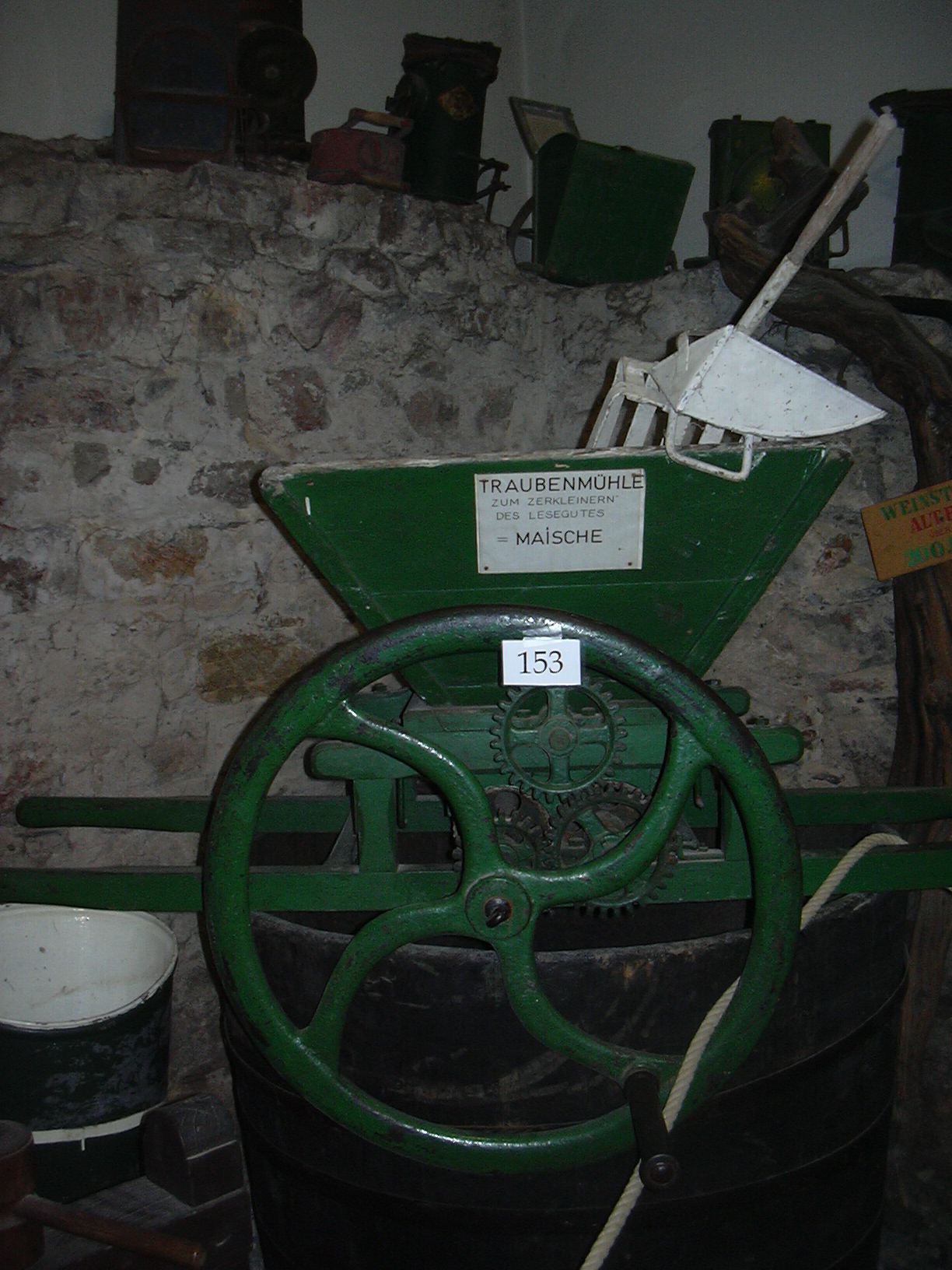
A szőlődarálón hajtókar helyett fogantyús lendkerék van.

A lendkerék vagy lendítőkerék egy forgó tárcsa, melyet kinetikus energia tárolására használnak.
A lendkerék (közelítőleg) megőrzi fordulatszámát, így lehetővé teszi, hogy olyan gépek járása is egyenletes legyen, melyeknél a tengelyre ható nyomaték ingadozása jelentős. Ilyen esetek fordulnak elő gőzgépeknél, dugattyús motoroknál, valamint munkagépeknél, ahol a terhelés változik: dugattyús szivattyúknál, sajtóknál stb. Lendkereket lehet használni olyan nagy erők lökésszerű kifejtésére szolgáló kísérleti berendezéseknél is, ahol a villamos hálózat terhelése nem bírná el a hirtelen terhelésugrást. Ilyenkor egy kis motor fokozatosan gyorsíthatja fel a lendkereket és töltheti fel a kísérlet elvégzéséhez szükséges energiával. Kézi meghajtással felgyorsított lendkereket használtak a II. világháborúban egyes harci repülőgépek motorjainak beindítására. Újabban a lendkerék intenzív kutatás tárgya közlekedési eszközök lendkerekes energiatárolóihoz. Közismertek az olcsó lendkerekes játékok.
A műholdaknál és repülőgépeknél lendkerekeket használnak az irányok helyesbítésére, ezeket giroszkópnak nevezik, kis energiaráfordítással működnek, anélkül, hogy segédrakétákat kellene bekapcsolni.

## Fizikája
A lendkerékben tárolt kinetikus energia vagy pontosabban forgási energia:
{\displaystyle E_{k}={\frac {1}{2}}\cdot I\cdot \omega ^{2}}
ahol
{\displaystyle \omega } a szögsebesség
{\displaystyle I} a lendkeréknek a forgástengelyre vett tehetetlenségi nyomatéka
- Egy tömör henger tehetetlenségi nyomatéka {\displaystyle I_{z}={\frac {1}{2}}mr^{2}},
- a vékony gyűrű tehetetlenségi nyomatéka {\displaystyle I=mr^{2}\,},
- a vastag gyűrű tehetetlenségi nyomatéka {\displaystyle I={\frac {1}{2}}m({r_{1}}^{2}+{r_{2}}^{2})}.

ahol m jelöli a tömeget, r a sugarat. További információért lásd: tehetetlenségi nyomatékok listája.

## Egyenlőtlenségi fok
Bizonyos erőgépek és munkagépek üzemében csak kismértékű fordulatszám-ingadozást engedhetünk meg. Ezek jellemzésére az egyenlőtlenségi fokot vezették be:
{\displaystyle \delta ={\frac {\omega _{max}-\omega _{min}}{\omega _{k}}}}
ahol
{\displaystyle \omega _{max}} a legnagyobb szögsebesség
{\displaystyle \omega _{min}} a legkisebb szögsebesség
{\displaystyle \omega _{k}}  a közepes szögsebesség:
{\displaystyle \omega _{k}={\frac {\omega _{max}+\omega _{min}}{2}}}
Az egyenlőtlenségi fok megengedett értékei egyes gépekre:
| Gép                  | Egyenlőtlenségi fok |
| -------------------- | ------------------- |
| Szivattyúk hajtása   | 1/20…1/30           |
| Szövőgépek           | 1/60…1/100          |
| Világítási dinamó    | 1/150…1/200         |
| Váltóáramú generátor | 1/300               |
| Motorkerékpár        | 1/30…1/100          |
| Gépkocsi motor       | 1/100…1/300         |
| Repülőgép motor      | 1/1000              |

A lendítőkerék méreteit a legnagyobb és legkisebb mozgási energia egyenletéből lehet meghatározni:
{\displaystyle E_{max}-E_{min}=I{\frac {(\omega _{max}^{2}-\omega _{min}^{2})}{2}}=I\omega _{k}^{2}\delta }

## Története
A lendítőkerék nagyon régi találmány. Az újkőkori rokka már lendkerékkel volt felszerelve, de ugyancsak történelemelőtti idők találmánya a fazekaskorong is. A lendkerék első írásos említése Theophilus Presbyter (~ 1070-1125) német iparos De diversibus artibus (Különböző iparok) című könyvéből ismert, ez több alkalmazását is megemlíti.